# Велиев, Айдын Салман оглы
Айдын Салман оглы Велиев (азерб. Aydın Salman oğlu Vəliyev; 18 июля 1959), более известный как Айдынчик — азербайджанский певец, поэт и композитор, прославившийся в Азербайджане, особенно в Баку, своими песнями, исполненными в стиле шансон в 1970—1980 годах.

## Биография
Родился в 1959 году в Баку.
В 1975 году окончил среднюю музыкальную школу № 26. Одновременно работал световым оператором сначала на телестудии, затем на киностудии. Тогда же начал карьеру музыканта под псевдонимом Айдынчик: исполняя песни на торжествах и в ресторанах Баку, записал ряд аудиокассет с песнями в стиле «бакинский шансон», которые быстро завоевали народную любовь. Считается основателем «блатного жанра» в азербайджанской музыке. Ряд песен Велиева со временем вошли в репертуар народных и заслуженных артистов республики. В 1977 году переехал в РСФСР, проработал там более 10 лет.
Ныне проживает в России, продолжает творческую деятельность в качестве композитора. Женат, имеет 2-х сыновей.

## Дискография

### Песни
- Dolya Vorovskaya [4][5]
- Bakı yurdum [6][7]
- Keçmə
- Humay
- Elnarə [6]
- Gülnarə
- Ay xanım
- Dolanım başına
- Qaz-21
- Qaçma, quzu ceyran
- Sevgilim
- Sən məni görsən tanımayacaqsan
- Sən olmasan, mən də olmaram
- Səni dovşan yesin, mən də dovşanı
- Süzginən şərab
- Zəng eyləyib məni yorma